# Beatrice Manowski
Beatrice Manowski (* 31. Juli 1968 in West-Berlin) ist eine deutsche Schauspielerin. 

## Leben
Sie spielte seit 1987 sowohl kleinere Rollen in Filmen wie Manta Manta, Wim Wenders’ Der Himmel über Berlin als auch Hauptrollen in Low-Budget-Filmen wie Jörg Buttgereits Nekromantik oder in Fernsehserien wie Und tschüss! (1995). Zuletzt trat sie 2007 als Schauspielerin in Erscheinung. 
Bei ihrem eigenen Filmprojekt Drop Out – Nippelsuse schlägt zurück (1998) führte sie neben ihrer Funktion als Hauptdarstellerin auch Regie und arbeitete zusammen mit Wolfgang Büld am Skript.

## Filmografie
- 1987: Nekromantik
- 1987: Hafendetektiv (Fernsehserie)
- 1987: Der Himmel über Berlin
- 1988: Der Passagier – Welcome to Germany
- 1989: Tiger, Löwe, Panther (Fernsehfilm)
- 1989: Der Blaue Mond
- 1990: Sekt oder Selters (Fernsehserie)
- 1990: Liebesgeschichten (Fernsehserie)
- 1990: Die Wette (TV)
- 1990: Die Kinder (Fernsehserie)
- 1990: Der Fahnder – Puppe, Atze, Keule
- 1991: Nekromantik 2
- 1991: Nach Erzleben (TV)
- 1991: Ostkreuz (TV)
- 1991: Manta Manta
- 1993: Ein Fall für zwei (Fernsehserie, 1 Folge)
- 1994: Der Fahnder – Der Neue
- 1994: Faust (Fernsehreihe)
- 1995: Und tschüss! (Fernsehserie)
- 1996: Der Trip – Die nackte Gitarre 0,5
- 1998: Der Fahnder – Der Freund
- 1998: Drop Out – Nippelsuse schlägt zurück (auch Buch und Regie)
- 2002: Tatort – Todesfahrt (Fernsehreihe)
- 2007: Ein Fall für zwei (Fernsehserie, 1 Folge)
- 2020: Beatrice Manowski – Die Frau, die tanzt (Dokumentarfilm)[1]